# Arrondissement Orthez
Orthez is een voormalig arrondissement in het departement Pyrénées-Atlantiques in de Franse regio Nouvelle-Aquitaine. Het arrondissement werd op 17 februari 1800 gevormd en op 10 september 1926 opgeheven. De zeven kantons werden bij de opheffing toegevoegd aan de arrondissementen Pau en Oloron-Sainte-Marie.

## Kantons
Het arrondissement was samengesteld uit de volgende kantons:
- kanton Arthez-de-Béarn - toegevoegd aan het arrondissement Pau
- kanton Arzacq-Arraziguet - toegevoegd aan het arrondissement Pau
- kanton Lagor - toegevoegd aan het arrondissement Pau
- kanton Navarrenx - toegevoegd aan het arrondissement Oloron-Sainte-Marie
- kanton Orthez - toegevoegd aan het arrondissement Pau
- kanton Salies-de-Béarn - toegevoegd aan het arrondissement Pau
- kanton Sauveterre-de-Béarn - toegevoegd aan het arrondissement Oloron-Sainte-Marie